# Ковран
Ковран  (рос. Ковран) — село у Тигільському районі Камчатського краю Російської Федерації.
Населення становить 229 осіб (2018). Входить до складу муніципального утворення село Ковран.

## Історія
До 1 червня 2007 року у складі Коряцького автономного округу Камчатської області, відтак у складі Камчатського краю. Згідно із законом від 2 грудня 2004 року органом місцевого самоврядування є село Ковран.

## Населення
| 2002 | 2010 | 2012 | 2013 | 2014 | 2015 | 2016 |
| ---- | ---- | ---- | ---- | ---- | ---- | ---- |
| 376  | ↘252 | ↘251 | →251 | ↘238 | ↘235 | ↘231 |
| 2017 | 2018 |      |      |      |      |      |
| ↘229 | →229 |      |      |      |      |      |